# Дятел камерунський
Дя́тел камерунський (Dendropicos elliotii) — вид дятлоподібних птахів родини дятлових (Picidae). Мешкає в Центральній Африці. Вид названий на честь американського орнітолога Даніеля Жиро Елліота.

## Опис
Довжина птаха становить 20—22 см. Верхня частина тіла зелена з бронзовим або коричневим відтінком. Крила коричневі з бронзово-зеленими краями, хвіст коричневий, пера на хвості мають зелені краї. Нижня частина тіла жовтуваті або білуваті, боки поцятковані оливковими смужками. Обличчя жовтувато-коричневе, лоб чорний, шия і горло білі, поцятковані оливковими смужками. У самців тім'я і потилиця червоні, у самиць чорні.

## Підвиди
Виділяють два підвиди:
- D. e. johnstoni (Shelley, 1887) — південно-східна Нігерія, південно-західний Камерун і острів Біоко;
- D. e. elliotii (Cassin, 1863) — від південного Камеруну і Габону до Уганди і північно-західної Анголи.

Деякі дослідники виділяють підвид D. e. johnstoni в окремий вид Dendropicos johnstoni.

## Поширення і екологія
Камерунські дятли мешкають в Нігерії, Камеруні, Центральноафриканській Республіці, Габоні, Республіці Конго, Демократичній Республіці Конго, Уганді, Руанді, Бурунді, Анголі і Екваторіальній Гвінеї Вони живуть у вологих рівнинних і гірських тропічних лісах. Зустрічаються на висоті до 2320 м над рівнем моря.

## Поведінка
Камерунські дятли зустрічаються поодинці, парами, іноді приєднуються до невеликих змішаних зграй птахів. Живляться комахами, переважно личинками жуків.